# Jaouad Gharib
Jaouad Gharib (em árabe: جواد غريب; Khenifra, 22 de maio de 1972) é um maratonista do Marrocos, bicampeão mundial e  medalha de prata em Pequim 2008.
Garib começou a correr apenas aos 22 anos, em 1994, e, só após os 30 anos começou a mostrar resultados expressivos na mais longa prova do atletismo. Sua primeira conquista foi a medalha de ouro no Campeonato Mundial de Atletismo de 2003, disputado em Paris, acrescida de um bicampeonato no Mundial de 2005, em Helsinque,, com uma participação inexpressiva em Atenas 2004 no meio.
Sempre com boas colocações e bons tempos nas maratonas mais importantes e de alto nível técnico do mundo a partir daí, como Londres e Chicago – onde a prova teve que ser decidida num photo finish entre ele e o queniano Patrick Ivuti, com este último sendo declarado vencedor – Gharib conquistou a medalha de prata da prova nos Jogos Olímpicos de Pequim, em 2008, onde fez o até então seu segundo melhor tempo, 2h07m16s.
Mesmo sem vitórias em maratonas anuais importantes, Garib continuou conseguindo boas colocações e tempos rápidos nos últimos anos, em Londres 2009, onde fez a melhor sua melhor marca pessoal – (2:05:27) aos 36 anos – e na Maratona de Nova York, sempre chegando na terceira colocação.